# Gonomyia (Leiponeura) macilenta
Gonomyia (Leiponeura) macilenta is een tweevleugelige uit de familie steltmuggen (Limoniidae). De soort komt voor in het Oriëntaals gebied.